# Skallagrímr Kveldúlfsson
Skallagrímr Kveldúlfsson (eigentlich Grímr Úlfsson) (863–930er Jahre) war ein norwegischer Wikinger, Skalde und einer der ersten Besiedler Islands. Er war verheiratet mit Bera Yngvarsdóttir und Vater von Egill Skallagrimson, der Hauptfigur der Egils saga. Eigentlich hieß er Grímr, da er aber schon in jungen Jahren kahl (altisländisch skalli 'Glatze') wurde, nannte man ihn Skallagrímr.

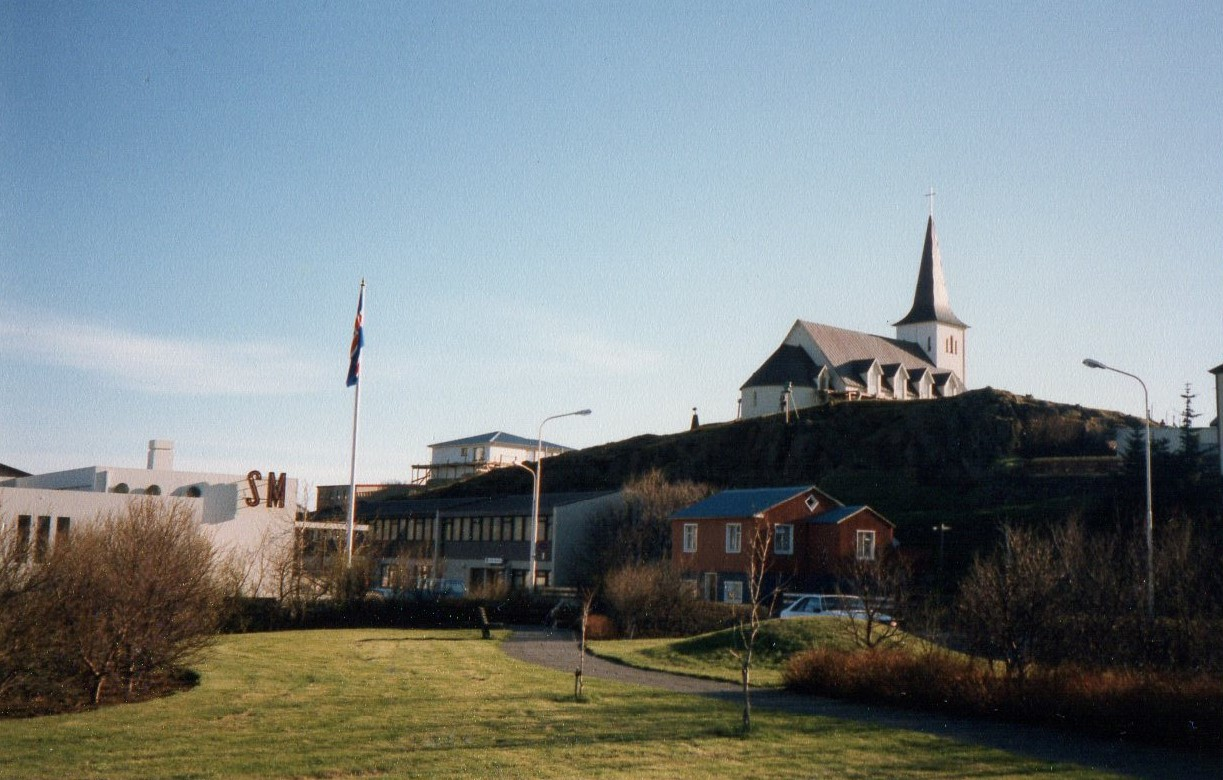
ParkanlageSkallagrímsgarður in Borgarnes

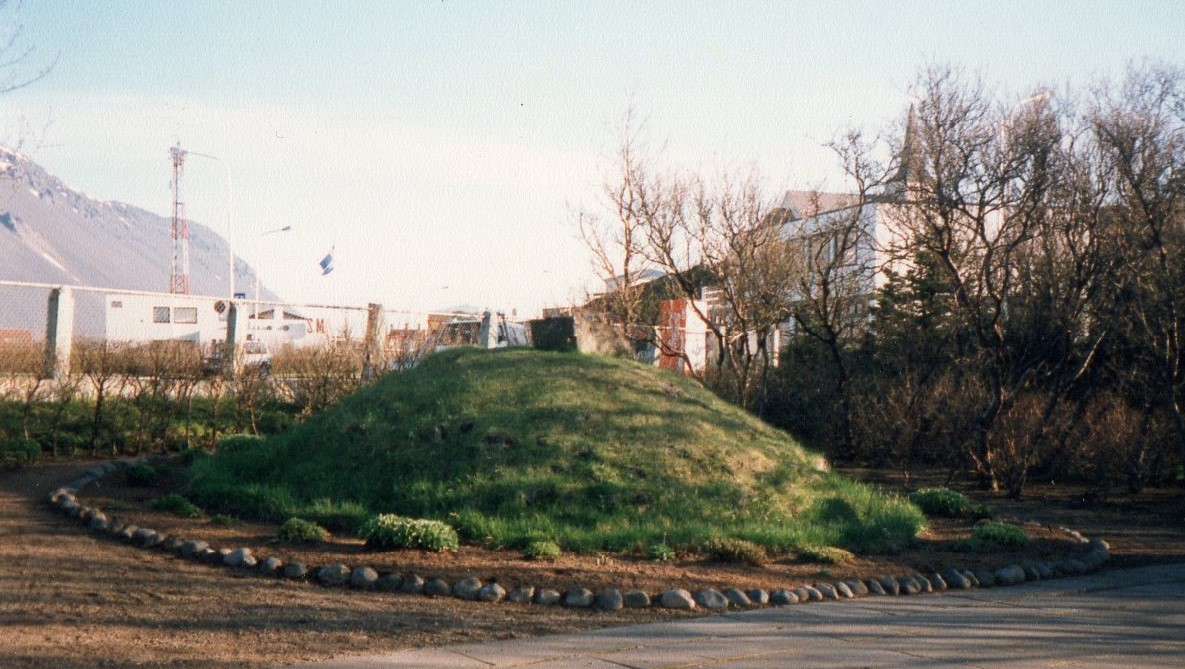
Skallagrímr Kveldúlfssons Grab

Bo Skallagrímr war der Sohn von Kveldúlfr Bjálfason und Salbjörg Káradóttir.
Skallagrímrs Bruder Þórólfr Kveldúlfsson war ein Leibwächter des norwegischen Königs Haraldr hárfagri und hatte sich in der Schlacht am Hafrsfjord ausgezeichnet. Nach Unstimmigkeiten mit König Haraldr ließ dieser Þórólfr umbringen. Skallagrímr verließ daraufhin mit seiner gesamten Familie Norwegen. Er war verwandt mit Ketill hængur Þorkelsson mütterlicherseits.
Da Skallagrímr ein Freund von Ingólfur Arnarson war, hatte er von dessen Reise nach Island gehört. Skallagrímr und sein Vater Kveldúlfr („Abendwolf“, weil er bei Einbruch der Dunkelheit scheu und menschenfeindlich wie ein Wolf geworden sein soll) reisten dann, jeder in seinem eigenen Schiff, nach Island. Kveldúlfr starb auf der beschwerlichen Fahrt. Sein Sarg wurde über Bord geworfen und trieb in die Bucht von Borgarnes. Skallagrímr folgte dem Sarg und setzte sich in Borgarnes, genauer wohl in Borg á Mýrum, nieder. Der Überlieferung nach befindet sich sein Hügelgrab in der Parkanlage Skallagrímsgarður in Borgarnes.
Die folgende Strophe wird Skallagrímr zugeschrieben. Mit ihren durchgehenden Endreimen stellt sie eine Besonderheit dar. Endreime tauchen in der nordischen Skaldendichtung erstmals in dem von Skallagríms Sohn Egill Skallagrímsson verfassten Gedicht Höfuðlausn auf. Egill war beeinflusst von England, wo Endreime in der lateinischen Dichtung anzutreffen waren. Es ist denkbar, dass Skallagrímr die Endreime in die nordische Skaldendichtung einführte. Er verstand es durchaus, Strophen zu bilden, und Egill könnte sein Talent geerbt haben; glaubwürdiger scheint jedoch, dass Egill seinem Vater in späteren Erzählungen die Strophe in den Mund gelegt hat.
Nú's hersis hefnd
við hilmi efnd;
gengr ulfr ok ǫrn
of ynglings bǫrn.
Flugu hǫggvin hræ
Hallvarðs á sæ.
Grár slítr undir
ari Snarfara.